# Tanju Çolak
Tanju Çolak (Samsun, Turquía, 10 de noviembre de 1963) es un exfutbolista turco retirado en 1994. Jugaba en la posición de delantero y fue el ganador de la Bota de Oro al máximo goleador de Europa en la temporada 1987-88.

## Trayectoria
Tanju Çolak inició su carrera como futbolista profesional en el club de su ciudad natal el Samsunspor, equipo con el cual obtiene el ascenso a la Superliga en la temporada 1984-85. Las siguientes dos temporadas, en 1985-86 y 1986-87, logró el título de mayor anotador en la máxima categoría con 33 y 25 goles, respectivamente, con el mismo Samsunspor, lo que le vale ser transferido al Galatasaray.
En su primera temporada con el Galatasaray de Estambul logró el título de liga en 1987-88. Además de convertirse nuevamente en el máximo anotador de liga con 39 goles, obtuvo el trofeo de la Bota de Oro otorgado por la UEFA al máximo goleador de la temporada europea, siendo hasta ahora el único jugador turco en obtener este galardón.
La siguiente temporada contribuyó de manera significativa a que el Galatasaray alcanzara notoriedad internacional al alcanzar las semifinales de la Copa de Campeones de Europa 1988-89 (actual Liga de Campeones), tras superar al Rapid Viena, AS Mónaco y Neuchatel Xamax y caer ante el Steaua de Bucarest, anotando cinco goles en aquella competencia.
Posteriormente sería transferido al eterno rival del Galatasaray, el Fenerbahçe donde con 27 conquistas fue el mayor anotador de la temporada 1992-93. Su último club como futbolista fue en la temporada 1993-94 en el Istanbulspor, donde finalizó su carrera.
En la actualidad, con 240 goles en 296 partidos el segundo máximo goleador de la Superliga turca con un promedio de 0,87 goles por partido, sólo superado por Hakan Sukur.

## Selección nacional
Tanju Colak fue 31 veces internacional con la selección de fútbol de Turquía desde 1984 a 1991, anotando 9 goles por su selección.

## Clubes
| Club          | País    | Año         | Partidos | Goles |
| ------------- | ------- | ----------- | -------- | ----- |
| Samsunspor    | Turquía | 1982 - 1987 | 157      | 123   |
| Galatasaray   | Turquía | 1987 - 1991 | 124      | 116   |
| Fenerbahçe SK | Turquía | 1991 - 1993 | 54       | 50    |
| Istanbulspor  | Turquía | 1993 - 1994 | 19       | 17    |

## Palmarés
- Como jugador:
- Bota de Oro de la UEFA, temporada 1987-88 con 39 goles.
- Máximo goleador de la Superliga de Turquía (5 veces): 1985-86 (33 goles), 1986-87 (25 goles), 1987-88 (39 goles), 1990-91 (31 goles), 1992-93 (27 goles).
- Campeón de liga en 1987-88 con el Galatasaray de Estambul.
- Campeón de la Copa de Turquía en 1990-91 con el Galatasaray.
- Campeón de la segunda liga turca en 1984-85 con el Samsunspor.